# Famille Dessalines d'Orbigny
Pour les articles homonymes, voir Orbigny.
La famille Dessalines d'Orbigny est une famille française subsistante, originaire de La Rochelle (Charente-Maritime), dont plusieurs représentants se sont distingués au XIXe siècle comme naturalistes, et qui a donné une lignée d'armateurs du XIXe au XXe siècle.

## Historique
La famille Dessalines d'Orbigny est une famille de haute bourgeoisie de La Rochelle.

## Liens de filiation entre les personnalités notoires
- François Dessalines épouse Magdeleine Adélaïde Baudemont (1746-1791).
  - Charles Marie Dessalines d'Orbigny (1770-1856), médecin militaire, quitta l'armée vers 1810 et s'installa vers 1821 comme médecin dans sa ville de La Rochelle, où il consacra ses loisirs à des recherches en conchyliculture et en histoire naturelle[1],[2]. Également botaniste, il fut nommé directeur du Muséum d'histoire naturelle de La Rochelle. Plusieurs de ses descendants furent à leur tour naturalistes. Il épouse Marie Anne Pipat (1778-1844).
    - Alcide Dessalines d'Orbigny (1802-1857), explorateur, ornithologue, malacologiste et professeur de paléontologie au Muséum d'histoire naturelle en 1853, candidat à l'Académie des sciences en 1856[1],[3]. Il cofonde en 1865 à La Rochelle l'armement d'Orbigny et Faustin, compagnie maritime spécialisée dans le transport de minerai de charbon, fer, nickel, et autres matières premières et produits agricoles, qui prospéra dans le transport de fret pendant près d'un siècle[4].
      - Henri Joseph Dessalines d'Orbigny (1845-1915), architecte et entomologiste

    - Gaston Edouard Dessalines d'Orbigny (1805-1883), naturaliste spécialisé dans l'étude des algues marines.
      - Alcide Charles Jean Dessalines d'Orbigny (1835-1907), négociant, armateur, maire de La Rochelle, conseiller général
      - Gaston Alexis Dessalines d'Orbigny (1837-1889)

    - Charles Henry Dessalines d'Orbigny (1806-1876), docteur en médecine, naturaliste, et géologue[5]
    - Salvador Prosper Charles Dessalines d'Orbigny (1808-1883), employé du Bureau international des poids et mesures de La Rochelle et de Rouen.
      - Gaston Charles Dessalines d'Orbigny (1841-1895).
        - Louis Henri Dessalines d'Orbigny (1881-1914), dont postérité subsistante

      - Albert Auguste Dessalines d'Orbigny (1844- ).
        - Alcide Camille Dessalines d'Orbigny (1886- ), dont postérité subsistante